# بويد بينيت
بويد بينيت (بالإنجليزية: Boyd Bennett)‏ هو قائد فرقة ‏ وكاتب أغاني ومغن مؤلف وموسيقي وملحن أمريكي، ولد في 7 ديسمبر 1924 في مسل شولس في الولايات المتحدة، وتوفي في 2 يونيو 2002.

## وصلات خارجية
- بويد بينيت على موقع ميوزك برينز (الإنجليزية)
- بويد بينيت على موقع أول ميوزيك (الإنجليزية)
- بويد بينيت على موقع ديسكوغز (الإنجليزية)